# Hexostoma keokeo
Hexostoma keokeo är en plattmaskart. Hexostoma keokeo ingår i släktet Hexostoma och familjen Hexostomatidae. Inga underarter finns listade i Catalogue of Life.